# Orbais-l'Abbaye

Orbais-l'Abbaye este o comună în departamentul Marne, Franța. În 2009 avea o populație de 577 de locuitori.